# Martha van Vloten
Martha van Eeden-van Vloten (Deventer, 18 februari 1857 – Nigtevecht, 4 juni 1943) was een Nederlands vertaalster. Ze werd vooral bekend door haar vertalingen van kinderliteratuur, waaronder de Kinder- und Hausmärchen van de gebroeders Grimm en de sprookjes van Hans Christian Andersen. Van 1886 tot 1907 was ze gehuwd met Frederik van Eeden.

## Levensloop

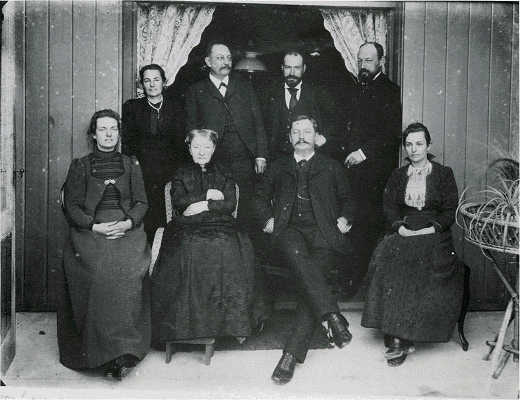
Vrouw en kinderen van Johannes van Vloten. Martha staat links op de achterste rij.

Van Vloten werd geboren in Deventer, als het oudste kind van de letterkundige Johannes van Vloten. Haar zussen waren Kitty en Betsy van Vloten. Toen van Vloten twaalf was, verhuisde het gezin naar Bloemendaal. De familie Van Vloten was onconventioneel voor die tijd: de dochters gingen naar de eerste HBS (officieel Middelbare Meisjesschool) voor meisjes te Haarlem, de kinderen werden niet gedoopt of gecatechiseerd en leerden autonoom te denken. Op jonge leeftijd werden ze in contact gebracht met muziek, cultuur en filosofie.
Van Vloten beschikte over een goede talenkennis. In haar laatste jaar aan de MMS behaalde ze een prijs voor letterkunde, en nadat ze in 1874 haar diploma gehaald had, leerde ze zichzelf ook Grieks, Latijn en Scandinavische talen aan. Daarnaast sprak en schreef ze vlot Italiaans en Frans.

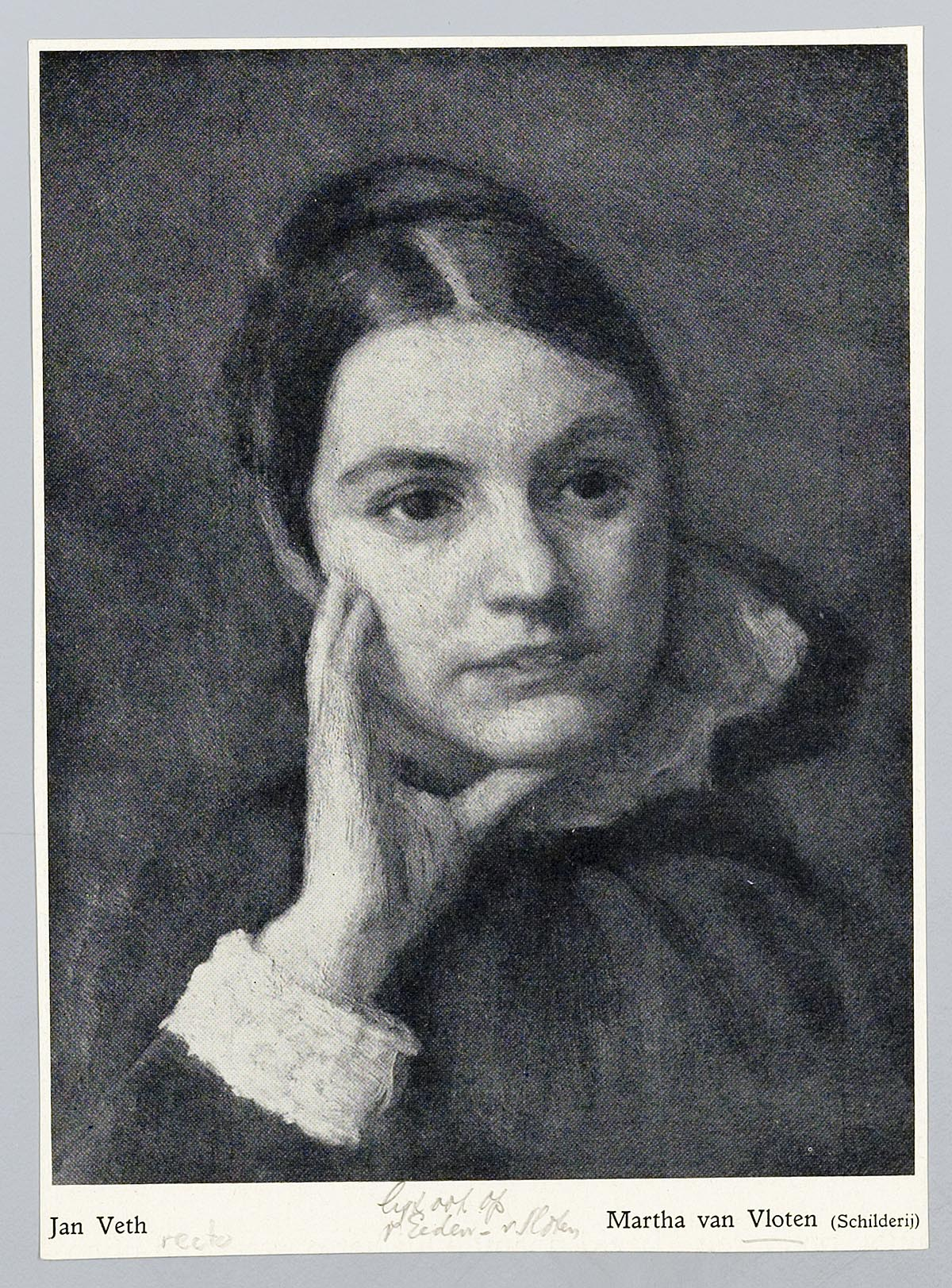
Portret van Martha (1885) gemaakt door Jan Veth.

Bij het gezin Van Vloten kwamen regelmatig schrijvers en dichters over de vloer. Van Vloten leerde daar Frederik van Eeden kennen. Ze waren zes jaar met elkaar verloofd en traden in het huwelijk op 15 april 1886. Het echtpaar woonde in Bussum, eerst in Villa Beukenoord en vanaf 1893 in Villa Dennenkamp, een ontwerp van Berlage. Ze kregen twee zoons, Hans en Paul. In 1899 verhuisde ze met haar gezin naar een nieuw gebouwde villa, De Lelie, ontworpen door Willem Cornelis Bauer.
Van Eeden onderhield vriendschappen en relaties met andere vrouwen. Op 28 juni 1907 werd het huwelijk ontbonden op verzoek van Van Vloten, waarna Van Eeden trouwde met de Walden-koloniste Truida Everts. Van Vloten bleef na haar scheiding contact houden met Van Eeden en met zijn literaire vrienden, onder wie Frans Erens, Jacobus van Looy en Albert Verwey.
In 1913 overleed haar zoon Paul van Eeden op 24-jarige leeftijd aan tbc. Over dit verlies schreef Frederik van Eeden het boek Paul's ontwaken (1913). Vanaf 1919 woonde van Vloten in Noordwijk, in de buurt van haar zus Kitty. Vanaf 1935 trok ze in bij het gezin van haar zoon Hans. Ze overleed in 1943 op 86-jarige leeftijd.

## Werk
Vanaf 1899 begon van Vloten haar talenkennis te gelde te maken door les te geven. Rond 1904 werkte ze op verzoek van Leo Simons van de Wereldbibliotheek aan een Nederlandse vertaling van de Kinder- und Hausmärchen van de gebroeders Grimm. In de daarop volgende jaren zou ze ook uit andere talen vele (kinder)boeken van andere, voornamelijk mannelijke schrijvers vertalen. Na haar scheiding zou dit een belangrijke bron van inkomsten van haar worden, waarmee ze de studie van haar zoon Hans kon bekostigen.

De vertalingen van van Vloten werden erg positief ontvangen. Zo schreef Jacqueline Royaards in 1929 aan Top Naeff: 
Tijdens de ziekte van mijn man [acteur Willem Royaards], hebben wij de Sprookjes van Andersen gelezen en herlezen en vergeleken met de andere vertalingen en navertellingen en zijn tot de slotsom gekomen, dat de vertaling van Mevrouw van Eeden-van Vloten verreweg de beste is.

### Selectie van vertalingen
- In 1885 vertaalde Van Vloten mogelijk een drietal Noorse novellen voor uitgeverij Brill, maar daarvan zijn geen exemplaren meer te traceren.
- 1899: De sprookjes van H.C. Andersen
- 1903: Idylle en epos uit het dierenleven van Ernest Thompson Seton
- 1903: De eekhoorntjes: een geschiedenis van dieren en menschen van Mary Eleanor Wilkins
- 1905: De waterkindertjes van Charles Kingsley[7]
- 1906: De sprookjes van de Gebroeders Grimm, deel 1[8]
- 1907: De sprookjes van de Gebroeders Grimm, deel 2[9]
- 1908: De sprookjes van de Gebroeders Grimm, deel 3[10]
- 1909: De vogel van J. Michelet
- 1910: De sprookjes van de Gebroeders Grimm, deel 4
- 1912: Het verhaal van de honingbij van dominee Tickner Edwardes
- 1919: Visscher Markus van Gabriel Scott[3][11]